# Il papero di Boston
Il papero di Boston (Boston Quackie) è un film del 1957 diretto da Robert McKimson. È un cortometraggio animato della serie Looney Tunes, prodotto dalla Warner Bros. e uscito negli Stati Uniti il 22 giugno 1957.

## Trama
Daffy Duck nei panni di Boston Quackie è un agente segreto che, a un tavolo del caffè Beaucoup di Parigi, sta corteggiando la fidanzata Mary. In quel momento arriva sul posto Porky Pig nei panni dell'ispettore Lontananza, che gli affida il compito di consegnare una borsa di documenti al consolato di West Slobovia e lo avverte che ogni spia cercherà di rubargliela; subito dopo un uomo col cappello verde si impossessa della borsa. Quackie insegue il ladro fino a una stazione ferroviaria, dove viene quasi ucciso da una ghigliottina. Salito sul treno trova un uomo con un cilindro, che invita Quackie a bere un tè avvelenato, ma l'anatra lo getta in un vaso. Quackie versa quindi nella tazza altro tè e l'uomo gli chiede se vuole una o due zollette. Quackie risponde tre e l'uomo lo colpisce in testa con un martello, procurandogli tre bernoccoli. Mentre Quackie è stordito, l'uomo si toglie il cilindro, rivelando di avere sotto un cappello verde e di essere quindi il ladro. Dopo un inseguimento tra gli scompartimenti, il ladro imprigiona Quackie in un sacco e lo appende a un cappio, ma poco dopo cade dal treno in corsa, insieme alla borsa. Lontananza e Mary arrivano sul posto, liberano Quackie e si riprendono la borsa, che Quackie può finalmente consegnare al console. Egli tira fuori dalla borsa un barattolo nel quale aggiunge dell'acqua, facendo fuoriuscire una donna: il barattolo infatti è un kit per generare una ragazza e il console aveva bisogno di una dama per il ballo delle ambasciate.

## Distribuzione

### Edizione italiana
Il corto fu doppiato negli anni '80 dalla Effe Elle Due per la trasmissione televisiva, con la direzione di Franco Latini e dialoghi a opera di Maria Pinto spesso differenti dagli originali o addirittura errati: ad esempio Quackie afferma che il ladro ha un cappello grigio. Nel 1997, per l'uscita in VHS, fu eseguito un nuovo doppiaggio dalla Angriservices Edizioni, su dialoghi più corretti. Nessuno dei due restituisce al meglio la gag delle zollette, poiché essa si avvale di un gioco di parole sul termine "lump" (che può significare "zolletta", ma anche "bernoccolo").

### Edizioni home video

#### VHS
- Le stelle di Space Jam: Daffy Duck (marzo 1997)